# Hillel Rio
O Hillel Rio de Janeiro, estabelecido em 2004, é uma organização judaica sem fins lucrativos, voltada para a juventude judaica do Rio de Janeiro, parte do Hillel Internacional.

## Histórico
O Hillel é uma fundação norte-americana presente nos campi das universidades, onde oferece atividades ligadas ao judaísmo para os jovens universitários.

## Atuação
O Hillel atua nas áreas de ação social, identidade, Memória do Holocausto, direitos humanos e democracia.